# Bydgoszcz Emilianowo
Bydgoszcz Emilianowo – towarowa stacja kolejowa położona w osadzie śródleśnej Emilianowo. W ramach rewitalizacji linii kolejowej stacja przeszła modernizację połączoną z likwidacją peronów. Prace zakończono w 2020.